# Croton vellozoanus
Croton vellozoanus är en törelväxtart som beskrevs av Johannes Müller Argoviensis. Croton vellozoanus ingår i släktet Croton och familjen törelväxter. Inga underarter finns listade i Catalogue of Life.